# 미국 무산당
미국 무산당(Proletarian Party of America, PPA)은 미국의 군소 공산주의 정당이다. 1920년 창당해서 1971년 해산했다. 미국 공산당에서 분열해 나온 조직들 중 하나로, 거의 50년간 지속되었지만 정치적 존재감은 미미했다. 오늘날에는 북미 최고(最古)의 사회주의 출판사 찰스 H. 커 출판사의 경영을 이어받은 것으로 기억되고 있다.